# Stadsnät
Stadsnät kallas de bredbandsnät som är geografiskt begränsade och då ofta till en kommun. Ofta är det just de kommunala energibolagen som startat stadsnätssatsningarna.  Tanken med stadsnäten är att agera operatörsneutral infrastruktur, där stadsnätet står för själva uppkopplingen men tjänsterna (som internetuppkoppling, telefoni och IPTV) tillhandahålls av kommersiella aktörer. Stadsnäten utgör idag en stor och viktig del av den nationella infrastrukturen då de byggts upp med fiberkablar i sin struktur.
När Stokab 1994 grundades i Stockholm som ett av Sveriges första stadsnät använde de sig av en modell som många kommuner kom att anamma när de bildade stadsnät. Staden tillhandahöll grundstrukturen, den så kallade svartfibern, så att andra aktörer kunde hyra in sig på nätet. Modellen innebär även att mindre företag kan erbjuda tjänster utan själva behöva investera i grundläggande infrastruktur. Den ökade konkurrensen anses ha gynnat de svenska internetanvändarna som år 2016 hade lägst pris i världen på bredband.
200 av Sveriges 290 kommuner har egna stadsnät som i 90 procent av fallen ägs av kommunala bolag. De kommunala stadsnäten äger tillsammans ungefär 60 procent av fibernäten i Sverige och 2019 stod de enligt PTS för 42 procent av investeringarna som gjordes i fasta bredbandsnät.
De olika näten är ofta med i samarbetsorganet SSNF, Svenska stadsnätsföreningen. Det finns flera varianter av stadsnät. I grunden skiljer de sig åt beroende på var de verkar i värdekedjan. Det finns stadsnät som bara äger och hyr ut svart fiber, dvs fungerar som nätägare. Det finns också stadsnät som förutom att vara nätägare även driver ett aktivt nät som kommunikationsoperatör. Det förekommer också stadsnät som förutom dessa två roller även är tjänsteleverantörer. Definitionen av ett öppet nät är inte entydig. På nätägarnivå är nätet öppet om nätägaren tillhandahåller infrastrukturen på ett konkurrensneutralt sätt. På kommunikationsoperatörsnivå är nätet öppet om slutkunden har möjlighet att välja bland flera konkurrerande tjänsteleverantörer utan otillbörlig låsning för kunden.  
Stadsnät är en internationellt sett en ganska ovanlig företeelse som gör att Sveriges bredbandsmarknad i viss mån skiljer sig från resten av världen, på så sätt att konkurrensen är större och därmed priserna lägre, framförallt på LAN-leverantörer. Modellen har lyfts fram som en av anledningarna till att Sverige är ett av de länder i världen där flest har tillgång till fiberuppkoppling.

## Stadsnätsföreningen och Secure End User connection
Leverantörerna av stadsnät har en gemensam intresseorganisation; stadsnätsföreningen. Denna driver bland annat kvalitetssatsningar som Secure Enduser connection (SEC) (tidigare kallat SKA, Säker Kundanslutning) vars syfte är att undersöka kvaliteten på olika accessutrustningar för att ge alla slutkunder en så säker och kvalitativ anslutning som möjligt.